# Fonnesbech (stormagasin)
Fonnesbech var et dansk stormagasin, der lå ved Østergade på Strøget i København.

## Historie
Anders Fonnesbech (1821-1887) etablerede i 1847 en mindre manufakturforretning i Østergade 47 i København.
Forretningen voksede og udvidedes gennem årene, og efterhånden opkøbtes næsten alle ejendommene i karréen mellem Østergade og Nikolaj Plads. Fonnesbech udviklede sig til et elegant damemagasin og blev anset for at være en smule mere eksklusivt end Illum og Magasin du Nord. I 1938 indviede Fonnesbech en helt ny og stadigt eksisterende stormagasin-bygning tegnet af arkitekten Oscar Gundlach-Pedersen.
I løbet af 1950'erne og 60'erne oplevede Fonnesbech ligesom andre stormagasiner en stigende konkurrence fra de nye storcentre i forstæderne. Stormagasinet Fonnesbech lukkede i 1970, og bygningen anvendes i dag blandt andet af Københavns Fondsbørs.